# بينتاديكانول-1
1-بينتاديكانول (بالإنجليزية: 1-Pentadecanol)‏ هو مركب كيميائي عضوي مصنف على أنه كحول. في درجة حرارة الغرفة، يتحول إلى مادة صلبة بيضاء غير مستقرة. وهو عبارة عن كحول دهني مشبع طويل السلسلة يتكون من سلسلة خماسية مع مجموعة هيدروكسي كبديل في أحد طرفيه. يعتبر جزيء كيرالي (بمعنى أنه لا يحتوي على أيزومرات صورة معكوسة).
مثل الكحوليات الأولية طويلة السلسلة الأخرى، يتم استخدامه كمكون في المواد الكيميائية الصناعية وزيوت التشحيم والمنتجات الاستهلاكية مثل المستحضرات والكريمات. بالإضافة إلى ذلك، يمكن استخدامه كمادة وسيطة للعمليات التي تستخدم تفاعل الإيثوكسيل (إضافة أكسيد الإيثيلين) والكبريت (إضافة مجموعة السلفو) لإنتاج المواد الخافضة للتوتر السطحي (المنظفات بشكل أساسي).

## الخصائص
1-بينتاديكانول مركب مستقر بشكل عام. مثل الكحوليات الأولية طويلة السلسلة الأخرى، يُظهر 1-بينتاديكانول سمية منخفضة في الفم والجلد والجهاز التنفسي. ومع ذلك، قد يكون مهيجًا خفيفًا إلى متوسط للعينين والجلد، ويمكن أن يؤدي التلامس المطول مع الكحوليات غير المخففة إلى نزع دهون الجلد. ولذلك، توصي رويال داتش شل بارتداء واقي العينين والقفازات المقاومة للمواد الكيميائية وغيرها من الملابس الواقية عند التعامل مع كميات كبيرة من 1-بينتاديكانول. يطفو على سطح الماء ويمكن أن تشتعل فيه النيران في ظل ظروف معينة؛ في حالة نشوب حريق، يوصى باستخدام طفايات حريق من نوع ثاني أكسيد الكربون أو رغوة أو رمل أو أرض أو مواد كيميائية جافة.
تدعي شركة شل أن الكحوليات الأولية عالية السلسلة (في النطاق C9-C17) «قابلة للتحلل البيولوجي بسهولة ومن غير المرجح أن تتراكم بيولوجيًا». وهي ليست أكالة لحاويات تخزين الصلب الكربوني أو معدات المعالجة، وهي متوافقة مع مجموعة متنوعة من البوليمرات؛ توصي شركة شل باستخدام رباعي فلورو إيثيلين والبولي إيثيلين عالي الكثافة والبولي بروبيلين ومطاط البوتيل كمواد مانعة للتسرب. ومع ذلك، لا يمكن استخدام مطاط الإيثيلين بروبين ديين مونومر.
عند التبريد من الحالة السائلة، يتحول 1-بينتاديكانول (عند 316.3 كلفن، عند الضغط القياسي) إلي بنية بلورية تُعرف بالصيغة α، وهي «طور دوار» يمكن للجزيئات أن تدور حول محاورها الطويلة. في حين أن الكحوليات طويلة السلسلة الأخرى، التي تبرد بشكل أكبر من الطور α، تشهد انتقالًا للحالة الصلبة إما إلى الطور γ (مع سلاسل مائلة إلى المستوى الأساسي الطبيعي) أو الطور β (بسلاسل عمودية)، لوحظ أن 1-البنتاديكانول يتحول حصريًا إلي الطور β عند التبريد، وهو ما يحدث عند 311.5 كلفن، أجريت قياسات التحليل الحراري التفاضلي على 1-بنتاديكانول عند درجات حرارة من 300-370 كلفن وضغوط تصل إلى 250 ميجا باسكال؛ عند التسخين، لوحظ التغيير من الطور البلوري (شكل β) إلى الطور الدوار (شكل α) بضع درجات تحت نقطة الانصهار. لا توجد نقطة ثلاثية لـ 1-بنتاديكانول.

## الإنتاج
تستخدم شركة شل عملية خاصة لتخليق 1-بنتاديكانول (ذو الاسم التجاري نيودول 5) عبر التشكيل الهيدروليكي للأوليفينات المنتجة من الإيثيلين.
تم العثور على كميات صغيرة من 1-بنتاديكانول بشكل طبيعي في أوراق نبات سولينا أمبليكسيوليس. في عام 2008، تم وصف تركيب الباشاستريسامين (مركب دهني سام للخلايا موجود في إسفنج البحر) باستخدام 1-بنتاديكانول في البداية.
تمت ملاحظة الأكسدة الفطرية واستيعاب البنتاديكان بواسطة سلالتين من المبيضات منتجة لحمض الستريك (النوع البري KSH 21 والنوع المتحور 337)، وتحويله إلى كل من حمض البنتاديكانول والبنتاديكانويك من خلال الأكسدة في إحدى ذرات الكربون النهائية. كان أعلى معدل تحويل إلى البنتاديكانول الذي شوهد في دراسة عام 1977 من مزرعة تخمير لمدة 3 أيام لسلالة 337، حيث تم تطوير 85.5 مجم لكل 10 جم من البنتاديكان. كما لوحظ بعض التحول إلى 2-بنتاديكانول و 2-بنتاديكانون.